# 林咲紀
林 咲紀（はやし さき、7月3日 - ）は、日本の女性声優。大阪府出身。シグマ・セブンe所属。

## 略歴
声優になろうと思ったきっかけは、『美少女戦士セーラームーン』が大好きで、セーラームーンになりたくて声優を目指した。

## 人物
趣味は、ドラム、ギター、弾き語り、お笑い鑑賞。特技は、料理。
方言は大阪弁。
キャッチコピーは、「草超えて森超えて林！林咲紀です」。

## 出演
太字はメインキャラクター。

### テレビアニメ
2025年
- 瑠璃の宝石 （瀬戸硝子[3]）

### ゲーム
2025年
- 呪術廻戦ファントムパレード

### ナレーション
- 行列のできる相談所（NTV)
- 今週のぽかぽか （フジテレビ）
- 潜在能力テスト （フジテレビ）
- モニタリング（小杉ドラム役、TBS）
- 転身爛漫あのスターのマエとアト（TBS）
- テレ東フェムテック委員会（テレビ東京）
- カンブリア宮殿（テレビ東京）
- ザコシ&小峠英二のテロップ再生工場（テレビ東京）
- ひむひむゴルフ（BSテレ東）

### CM
- イエローハット（滋賀ローカル）

### その他
- ムービーマンガ「恋わずらいのエリー」
- 復興庁［みんなしってる？ほうしゃせんのこと］もっと調べてみよう編（お母さん役）
- YouTubeボートレース公式official 「ネクストスイッチ」（實森美佑役）
- YouTube「シンデュアリティーエコーオブエイダ」システムトレーラー